# جيمين
بارك جيمين (هانغل: 박지민)، وُلد في (13 أكتوبر 1995 -)، المعروف باسم جيمين، هو مغني كوري جنوبي، وكاتب أغاني، وراقص. بدأت مسيرته الفنيّة حين ترسّم في عام 2013 كعضو في فرقة الفتيان الكورية بي تي أس، تحت إدارة شركة بيغ هيت إنترتينمنت، ويشغل فيها دور راقص رئيسي ومغني أساسي.

## حياته ومسيرته

### حياته المبكّرة ودراسته
بارك جيمين (هانغل: 박지민) وُلد في 13 أكتوبر 1995 في مقاطعة قوم جونق، مدينة بوسان، كوريا الجنوبية. تتكون عائلته من أمه، وأبيه، وأخ أصغر منه. حين كان صغيراً، ارتاد مدرسة هودونق الابتدائية ومدرسة يونسان المتوسطة في بوسان. حين كان طالباً في المدرسة المتوسطة، ارتاد جيمين أكاديمية «جست دانس» للرقص في بوسان وتعلّم فيها رقص البوبينق واللوكينق (فرعين من رقص الهيب هوب). وقبل أن يصبح متدرباً، درس جيمين الرقص المعاصر في مدرسة بوسان العليا للفنون وكان طالباً متميزاً من الأوائل في قسم الرقص الحديث. بعد أن اقترح عليه أحد أساتذته أن يتقدم لتجارب الأداء في إحدى وكالات الترفيه، أوصله ذلك لشركة بيغ هيت إنترتينمنت. وبمجرد أن تم قبوله كمتدرب في الشركة في عام 2012، انتقل لـ المدرسة الكورية العليا للفنون، وتخرج منها في عام 2014. جيمين ملتحق حالياً بالجامعة سايبر العالمية للدراسة عن بعد.

### بي تي أس
في 13 يونيو 2013، ترسّم جيمين كعضو في بي تي أس مع إصدارهم لأغنية «نو مور دريم». ويشغل جيمين دور مغني أساسي وراقص رئيسي في الفرقة. أصدر جيمين عدة أغاني منفردة ضمن ألبومات الفرقة تحت اسم بي تي أس: «لاي» و «سيرينديبيتي» و«فلتر». أغنية «لاي» قد صدرت في عام 2016 كواحدة من مسارات ألبوم وينقز. وقد تم وصفها بأنها فاتنة ودراميّة، ناقلةً الصوت والعواطف الغامضة بشكلٍ ساعد في عكس المفهوم العام للألبوم. بعكس ذلك، فإن أغنية «سيرينديبيتي» من ألبوم لوف يورسيلف: هير الذي صدر في عام 2017 قد كانت هادئة وعاطفية ومثيرة، كاشفةً عن السعادة، والقناعة والفضول الذي يخفيه الحب.
جميع الأغاني المنفردة لجيمين «سيرينديبيتي»، و «لاي»، و«سيرينديبيتي (النسخة الكاملة)»، و«فلتر» قد تخطوا خمسين مليون استماع على سبوتيفاي، ليصبح بذلك الفنان الكوري الأول والوحيد الذي يمتلك أربعة أغاني منفردة تخطت 50 مليون استماع على المنصة. كما كانوا كذلك الأغاني المنفردة الوحيدة لأي من أعضاء بي تي أس التي دخلت المخطط البريطاني الرسمي لأكثر 20 أغنية استماعًا للفرقة في المملكة المتحدة. أغنية جيمين «Promise» التي كتبها وأنتجها بنفسه وصدرت عام 2018 قد كانت الأغنية صاحبة أعلى ترسيم خلال أول 24 ساعة على ساوندكلاود على الإطلاق، كاسرةً الرقم القياسي للمغني الأمريكي درايك عن أغنية "Duppy Freestyle"، تبعاً لـساوند كلاود.
في عام 2018، تم منح جيمين وبقيّة أعضاء الفرقة كذلك وسام الاستحقاق الثقافي من الفئة الخامسة (هواقوان) من قبل رئيس كوريا الجنوبية.

### أعماله المنفردة
في عام 2014، تعاون جيمين مع زميله من بي تي أس جونقكوك بغناء أغنية «كرسمس داي»، وهي النسخة الكورية لأغنية «ميسيلتو» للمغني الكندي جاستن بيبر، وقد قام جيمين بكتابة الكلمات الكورية لهذهِ الأغنية. في وقت لاحق، تعاون جيمين مع جونقكوك مرة أخرى بعمل كوڤر لأغنية «وي دونت تاك أنيمور»، للفنانين تشارلي بوث وسيلينا غوميز، وتم نشره في 2 يونيو 2017.
بدأ حيمين بالمشاركة في عدّة من البرامج الترفيهية المنوّعة مثل «مرحباً أيها المستشار» و«أرجوك اعتني بثلاجتي» و«قودز ورك بليس» في عام 2016. وفي نفس العام، بدأ بالتقديم كمقدّم خاص في بعض البرامج مثل شوو! ميوزك كور وإم كاونت داون. خلال شهر ديسمبر، شارك أيضاً في أداء رقصِ ثنائي في مهرجان أغاني KBS مع تاي من من فرقة شايني.
في 30 ديسمبر 2018، أصدر جيمين أول أغنية فرديّة له خارج إصدارات بي تي أس بعنوان «بروميس» مجانًا عبر تطبيق ساوند كلاود. وصفت مجلّة  بيلبورد بأنها أغنية مبتهجة ورقيقة «من نوع البوب بالاد»، الأغنية من تلحين جيمين ومنتج شركة بيق هيت للترفيه «سلو رابيت» الذي شارك بإنتاجها كذلك. أما كلمات الأغنية فكانت من تأليف جيمين وزميله في الفرقة آر إم، وغلاف العمل كان صورةً من تصوير رفيقه ڤي.
في 19 مارس 2025، سجلت أغنية جيمين المنفردة "Who" رقما قياسيا جديدا كأطول أغنية كي-بوب تظل على قائمة بيلبورد هوت 100، حيث بقت 33 أسبوعا متتاليا في القائمة، متجاوزة بذلك الرقم القياسي السابق الذي سجلته أغنية "ديناميت" لفرقته بي تي أس وهو 32 أسبوعا متتاليا.

### تبرّعاته وأعماله الخيريّة

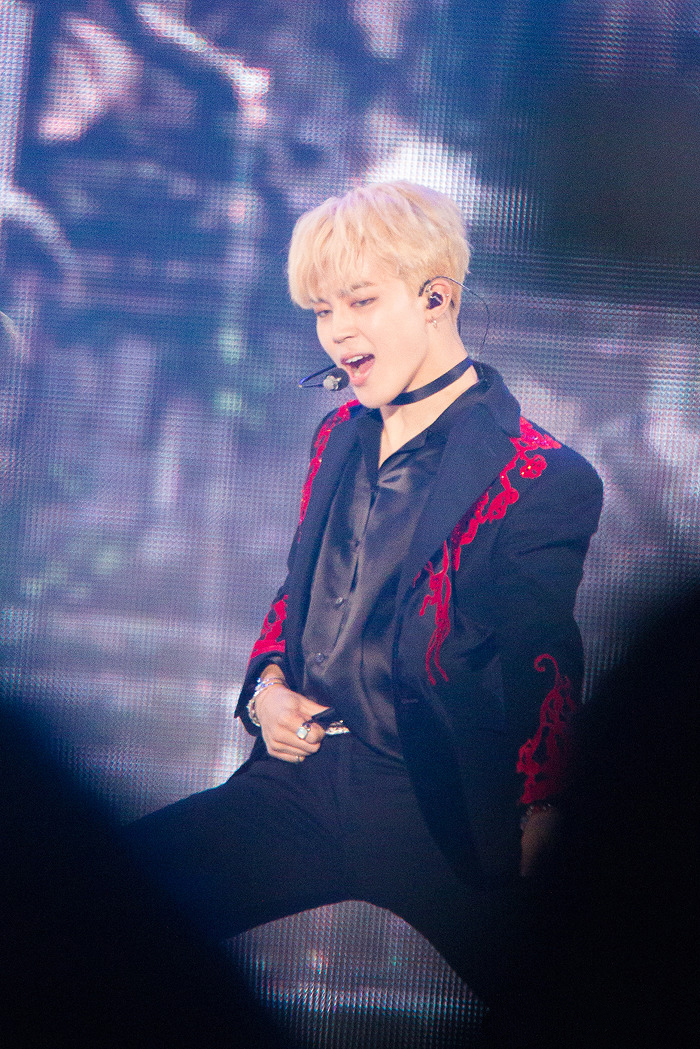
جيمين من أداء أغنية "بلود سويت & تيرز" في حفل جوائز ميلون الموسيقي لعام 2016.

منذ عام 2016 وحتى عام 2018، دعم جيمين خريجي مدرسة هودونق الابتدائية في بوسان «مدرسته الأم» من خلال تغطيته لتكاليف أزيائهم المدرسية. وبعد انتشار أنباء عن إغلاق المدرسة لأبوابها قدم جيمين الدعم النقدي وقام بشراء الزي المدرسي الصيفي والشتوي للمرحلة المتوسطة لخريجي المدرسة وأهدى ألبومات موقعة لـ«بي تي أس» لجميع طلاب المدرسة. وفي أوائل عام 2019، تبرع جيمين بمبلغ 100 مليون وون كوري (حوالي 88,000 دولار أمريكي) إلى مكتب مدينة بوسان التعليمي لتطوير العلم واستخدامه لتقديم منحٍ دراسية للطلاب من العائلات ذات الدخل المنخفض في بوسان. من ضمن التبرعات، ذهب ما مقداره 30 مليون وون كوري (حوالي 23,000 دولار أمريكي) لمدرسة جيمين السابقة، مدرسة بوسان العليا للفنون (مدرسته الأم).

## قدراته الفنيّة
تم وصف صوت جيمين بأنه صوتٌ رقيقٌ ولطيف. ويعتبر راقصاً ذا موهبةٍ استثنائية من بين أعضاء فرقته وفي عالم الكيبوب بشكلٍ عام. حيث قامت الصحفية نويل ديفو، إحدى مراسلات صحيفة إليت دايلي، بالكتابة أنه عادةً ما يُمدح جيمين لحركاته «السلسة والأنيقة» إضافةً لسحره الخاص على المسرح. في فيلم بي تي أس الوثائقي برن ذا ستيج، قال جيمين بأنه يظن بأنه شخصٌ يسعى للكمال، وأنه يبذل جهده ليحاول تجنب حتى أصغر الأخطاء على المسرح كي لا يشعر بالذنب أو القلق فيما بعد.
كما ذكر جيمين سابقاً بأن الفنان الكوري راين هو أحد الأشخاص الملهمين بالنسبة له، وأنه أحد الأسباب التي جعلته يرغب بأن يصبح فناناً ومؤدياً.

## مكانته وتأثيره
في عام 2016، صُنّف جيمين في المركز الرابع عشر ضمن قائمة أكثر فناني الكيبوب شعبيةً في كوريا الجنوبية في الاستطلاع السنوي الذي تجريه مؤسسة غالوب الكورية. ثم ارتفع للمركز السابع في عام 2017، قبل أن يتصدر نتائج الاستطلاع في المركز الأول لعامين متتاليين في عامي 2018 و2019.
في عام 2018، احتل جيمين المركز التاسع كأكثر المشاهير اللذين تم التغريد عنهم، والمركز الثامن كأكثر الموسيقيين اللذين تم التغريد عنهم حول العالم، وقد كان فنان الكيبوب المنفرد الوحيد في القائمة. كما تم اختياره من قبل صحيفة الغارديان البريطانية ضمن قائمة «أفضل أعضاء فرق الفتيان الموسيقية في العالم عبر التاريخ» في المركز السابع عشر من بين 30 عضواً ذكرته الصحيفة. من يناير وحتى مايو من عام 2018، فاز جيمين بجائزة Peeper x Billboard الشهرية عن فئة «أفضل فنان كيبوب - فردي». هذه الجائزة تقدم بتعاونٍ بين تطبيق بيبير ومجلة بيلبورد كوريا، حيث يتم جمع أصوات المعجبين لفنانهم المفضل عبر التطبيق ثم يُعلن الفائز شهرياً عبر موقع المجلة. والجائزة كانت عبارة عن تبرع خيري لمنظمة اليونيسيف تحت اسم الفنان الفائز.
في عام 2019، تلقى جيمين درعاً تقديرياً من جمعية حفظ التراث والثقافة الكورية لأدائه رقصة بوتشايتشام، وهي رقصة المروحة الكورية التقليدية، خلال حفل جوائز ميلون الموسيقي لعام 2018. حيث مُنح هذه الجائزة تقديراً لمساهمته في نشر هذه الرقصة التقليدية خارج كوريا والتعريف بالثقافة الكورية حول العالم.

## ديسكوغرافيا

### الأغاني المنفردة الرسميّة
| الاسم                                                             | السنة       | أعلى مركز حققته في المخططات | أعلى مركز حققته في المخططات | أعلى مركز حققته في المخططات | أعلى مركز حققته في المخططات | أعلى مركز حققته في المخططات | أعلى مركز حققته في المخططات | أعلى مركز حققته في المخططات | أعلى مركز حققته في المخططات | أعلى مركز حققته في المخططات | أعلى مركز حققته في المخططات | المبيعات                                          | الألبوم            |
| الاسم                                                             | السنة       | هوت 100 الكندي              | فرنسا                       | المجر                       | نيوزيلندا                   | اسكتلندا                    | المخططات الكورية            | المخططات الكورية            | المملكة المتحدة             | المخططات الأمريكية          | المخططات الأمريكية          | المبيعات                                          | الألبوم            |
| الاسم                                                             | السنة       | هوت 100 الكندي              | فرنسا                       | المجر                       | نيوزيلندا                   | اسكتلندا                    | المخططات الكورية            | المخططات الكورية            | المملكة المتحدة             | هوت 100                     | بيلبورد                     | المبيعات                                          | الألبوم            |
| الاسم                                                             | السنة       | هوت 100 الكندي              | فرنسا                       | المجر                       | نيوزيلندا                   | اسكتلندا                    | قاون                        | Hot 100                     | المملكة المتحدة             | هوت 100                     | بيلبورد                     | المبيعات                                          | الألبوم            |
| كفنان رئيسي                                                       | كفنان رئيسي | كفنان رئيسي                 | كفنان رئيسي                 | كفنان رئيسي                 | كفنان رئيسي                 | كفنان رئيسي                 | كفنان رئيسي                 | كفنان رئيسي                 | كفنان رئيسي                 | كفنان رئيسي                 | كفنان رئيسي                 | كفنان رئيسي                                       | كفنان رئيسي        |
| ----------------------------------------------------------------- | ----------- | --------------------------- | --------------------------- | --------------------------- | --------------------------- | --------------------------- | --------------------------- | --------------------------- | --------------------------- | --------------------------- | --------------------------- | ------------------------------------------------- | ------------------ |
| "Lie"                                                             | 2016        | —                           |                             | —                           | —                           | —                           | 19                          | —                           | —                           | —                           | 3                           | - في كوريا: 114,691                               | وينقز              |
| "Intro: Serendipity"                                              | 2017        | —                           | 93                          | 19                          | —                           | 78                          | 18                          | 7                           | —                           | —                           | 2                           | - في كوريا: 114,128 - في الولايات المتحدة: 10,000 | لوف يورسيلف : هير  |
| "Filter"                                                          | 2020        | 88                          | —                           | 6                           | —                           | 46                          | 15                          | 9                           | 100                         | 87                          | 3                           | سيُعلن لاحقاً                                       | ماب أوف ذا سول : 7 |
| "—" يدل على أن الإصدارات لم تدخل المخططات أو تصدر في تلك المنطقة. |             |                             |                             |                             |                             |                             |                             |                             |                             |                             |                             |                                                   |                    |

### أغاني أخرى

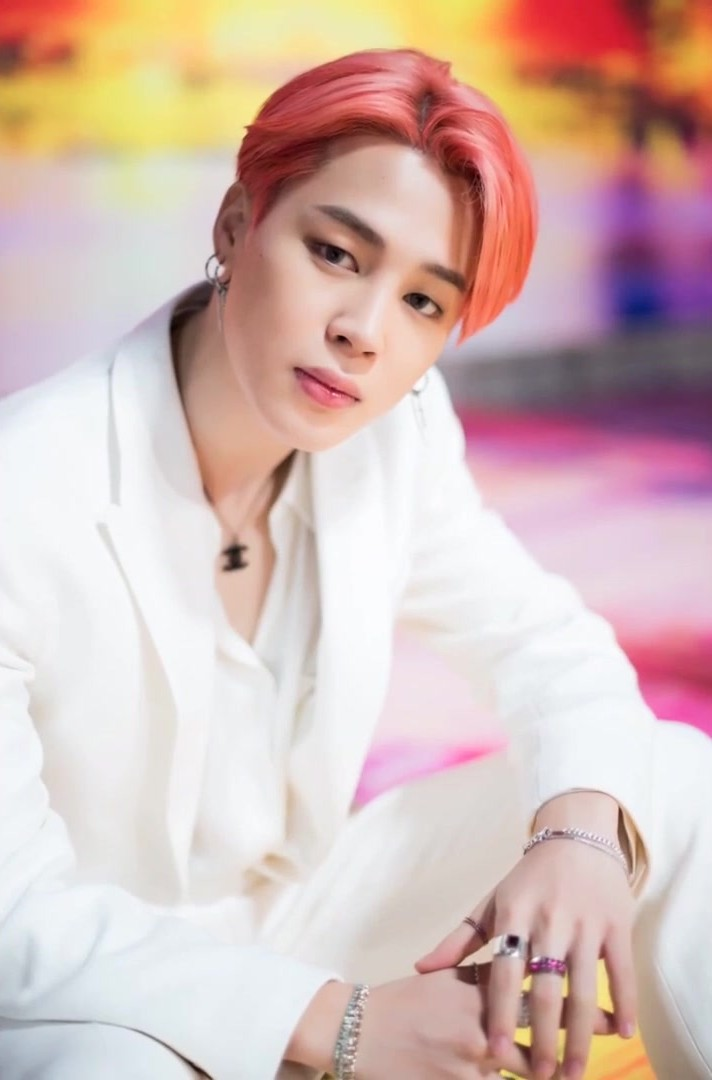
جيمين في موقع تصوير الفيديو الموسيقي لأغنية "بوي وذ لوف"، مارس 2019.

| السنة | اسم الأغنية                                    | الإصدار            | ملاحظات                                                               | المرجع |
| ----- | ---------------------------------------------- | ------------------ | --------------------------------------------------------------------- | ------ |
| 2014  | "95 Graduation" لـ جيمين وتايهيونق             | تحميل رقمي، استماع | أغنية احتفال بالتخرّج لعضويّ بي تي أس جيمين وتايهيونق                   | [ 57 ] |
| 2014  | "Christmas Day" لـ جيمين وجونقكوك              | تحميل رقمي، استماع | النسخة الكورية لأغنية ميسيلتو للمغني جاستين بيبر                      | [ 58 ] |
| 2017  | "We Don't Talk Anymore Pt.2" لـ جيمين وجونقكوك | تحميل رقمي، استماع | كوفر لأغنية "We Don't Talk Anymore" للفنانين تشارلي بوث وسيلينا غوميز | [ 16 ] |
| 2018  | "Promise" (약속; Yaksok)                       | تحميل رقمي، استماع | غير مُتوفر                                                             | [ 59 ] |

### الكتابة والإنتاج
جميع حقوق الأغاني مأخوذة وتعّدل من قاعدة بيانات جمعية حقوق التأليف والنشر للموسيقى الكورية ما لم يذكر خلاف ذلك.
| السنة | الفنان         | الألبوم                     | الأغنية                     |
| ----- | -------------- | --------------------------- | --------------------------- |
| 2013  | بي تي أس       | 2 كول 4 سكول                | "Outro: Circle Room Cypher" |
| 2014  | جيمين وجونقكوك | لم تصدر في ألبوم رسمي       | "Christmas Day"             |
| 2015  | بي تي أس       | أجمل لحظة في الحياة الجزء 1 | "Boyz with Fun"             |
| 2016  | بي تي أس       | وينقز                       | "Lie"                       |
| 2018  | جيمين          | لم تصدر في ألبوم رسمي       | "Promise"                   |
| 2020  | بي تي أس       | ماب أوف ذا سول : 7          | "Friends"                   |

## فيلموغرافيا

### الأفلام القصيرة والمقاطع الترويجية
| السنة | الاسم                | طول المقطع | المخرج (ين)                             | المرجع |
| ----- | -------------------- | ---------- | --------------------------------------- | ------ |
| 2016  | "Lie"                | 2:33       | تشوي يونق سوك (شركة Lumpens)            | [ 61 ] |
| 2017  | "Intro: Serendipity" | 2:31       | تشوي يونق سوك ولي وون جو (شركة Lumpens) | [ 62 ] |

### تقديم البرامج
| السنة | القناة | البرنامج       | ملاحظات          | المرجع |
| ----- | ------ | -------------- | ---------------- | ------ |
| 2016  | منهوا  | شوو! ميوزك كور | مع جونقكوك       | [ 18 ] |
| 2016  | إمنت   | إم كاونت داون  | مع جين           | [ 63 ] |
| 2017  | إمنت   | إم كاونت داون  | مع آر إم وجايهوب | [ 19 ] |

## مُلاحظات
1. ↑  الأغنية صدرت تحت اسم بي تي أس، لكن يتم تأديتها كأغنية منفردة لجيمين.[46]
2. 1 2  الأغنية صدرت تحت اسم بي تي أس، لكن يتم تأديتها كأغنية منفردة لجيمين.
3. ↑  كما صدرت بعد ذلك باسم "Serendipity"، كنسخة كاملة مطوّلة. وصدرت كمسارٍ في ألبوم لوف يورسيلف : آنسر.[48]
4. 1 2 3 4  حققته النسخة الكاملة من الأغنية.
5. ↑  أغنية "Serendipity" لم تدخل المحطط النيوزيلندي للأغاني، لكنها ظهرت في المركز 8 في مخطط Heatseeker المركب.[49]
6. ↑  أغنية "Serendipity" لم تدخل المحطط البريطاني الرسمي للأغاني، لكنها ظهرت في المركز 64 في مخطط التحميلات\التنزيلات المركب.[50]
7. ↑  أغنية "Serendipity" لم تدخل المحطط النيوزيلندي للأغاني، لكنها ظهرت في المركز 10 في مخطط Hot Singles المركب.[54]

## روابط خارجية
- جيمين على موقع IMDb (الإنجليزية)
- جيمين على موقع ميوزك برينز (الإنجليزية)
- جيمين على موقع أول موفي (الإنجليزية)
- جيمين على موقع أول ميوزيك (الإنجليزية)
- جيمين على موقع ديسكوغز (الإنجليزية)
- جيمين على موقع قاعدة بيانات الفيلم (الإنجليزية)